# Ковалевский, Олег Михайлович
Олег Михайлович Ковалевский (20 августа 1935, Ленинск, Сталинградский край — 15 марта 1994, Смоленск) — строитель, лауреат Премии Совета Министров СССР.

## Биография
Олег Ковалевский родился 20 августа 1935 года в городе Ленинске (ныне - Волгоградской области). В 1957 году он окончил факультет строительства мостов и тоннелей Московского института инженеров железнодорожного транспорта, после чего работал в Краснодарском крае, Саратовской области. С сентября 1966 года проживал и работал в Смоленске, был главным инженером Смоленского мостоотряда-28, а с 1986 года — генеральным директором мостостроительной фирмы «Переправа».
Под руководством Ковалевского было построено большое количество мостов на территории Смоленской, Брянской и Московской областей. За большие заслуги в этой области ему была присуждена Премия Совета Министров СССР, присвоено звание Заслуженного строителя РСФСР и вручена Серебряная медаль ВДНХ.
Скончался 15 марта 1994 года, похоронен на Братском кладбище Смоленска.